# Lijst van Epistolae (Brieven) van Spinoza
Dit is een lijst van de overgeleverde Epistolae (brieven) van en aan Benedictus de Spinoza (1633-1677).
Als datum wordt de dagtekening van de brief vermeld, met eventuele correctie van de Oude/Nieuwe Stijl (OS/NS, tijdrekening).

Afkortingen: Dab. = Dabam = ik gaf = ik schreef deze brief, "Dab. Londini", geschreven te Londen. Vergelijk "datum" = gegeven. L.M.P.M.Q.D. = Lodewijk Meijer Philosophiae Medicinaeque Doctor.

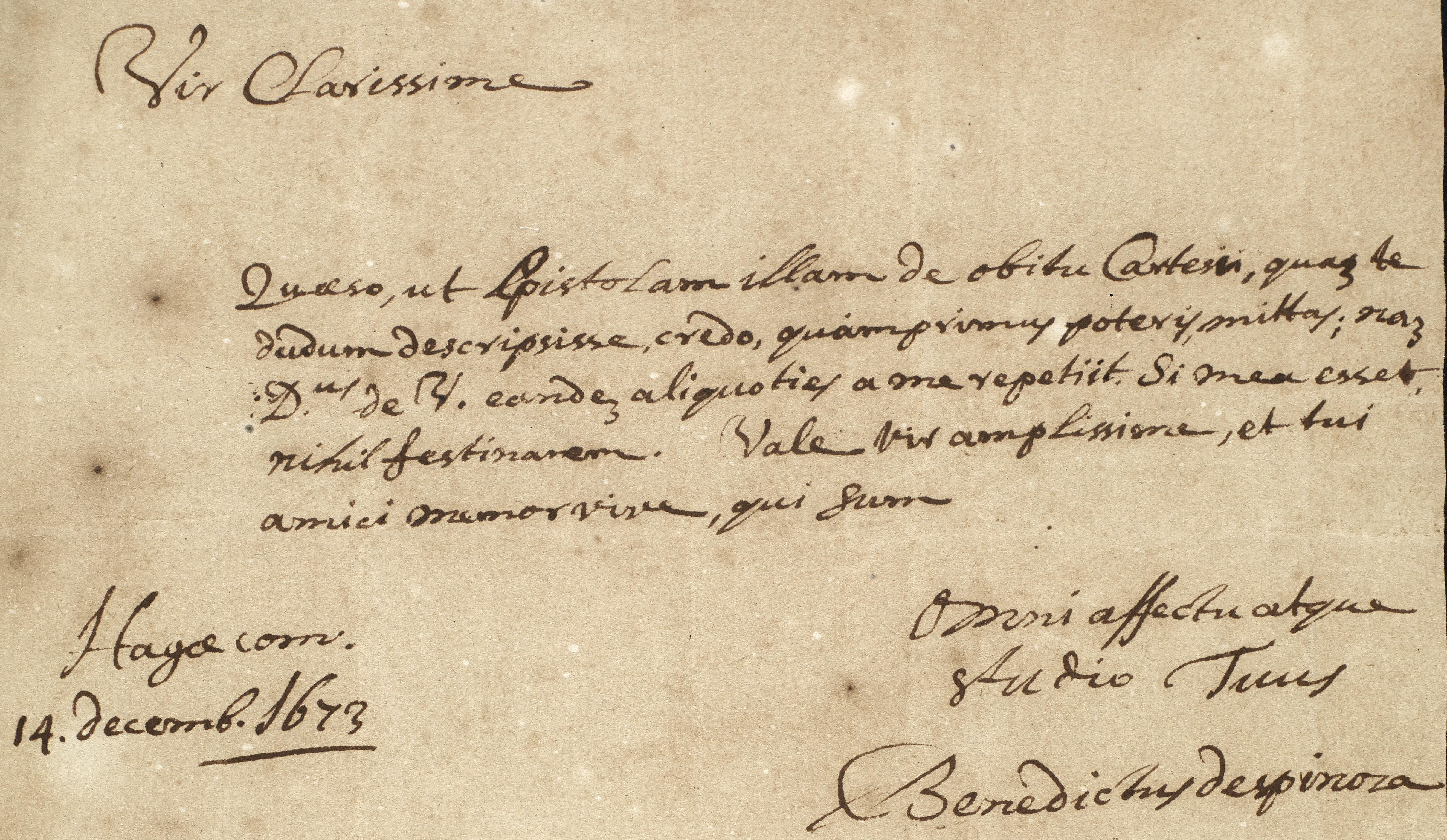
Briefje van Benedictus de Spinoza aan Utrechtse professor Johannes Georgius Graevius, 14 december 1664. Gebhardt briefnummer 49.
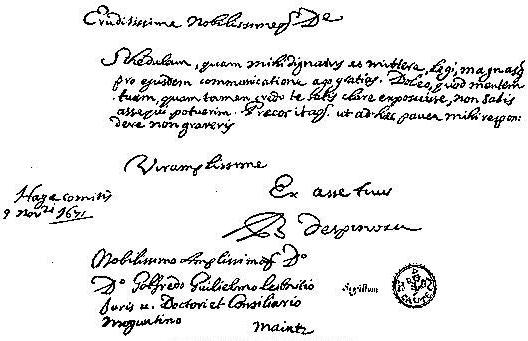
Briefje van Spinoza aan Leibniz, 9 november 1671. In het Latijn. Gebhardt briefnummer 46.
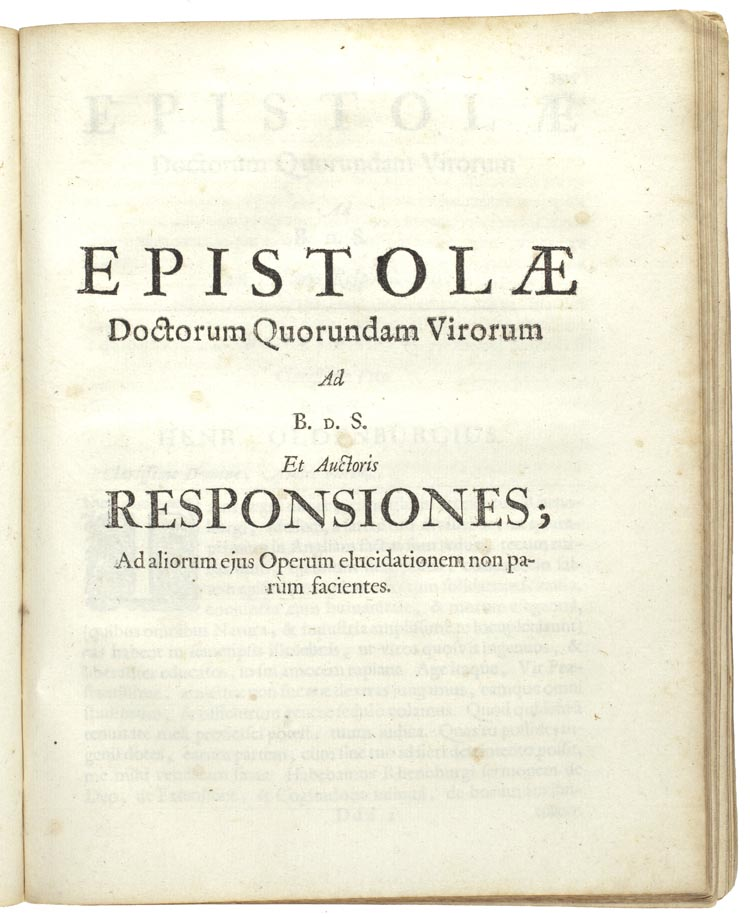
B.d.S.: Epistolae doctorum quorumdam virorum, 1677 (Brieven van geleerde mannen met antwoorden). Uitgegeven na Spinoza's dood.

## Tabel
| Gebhardt nummer           | Ouder nummer | Van Afzender                                                                                                 | Aan Geadresseerde                                               | Plaats Afzender                                                            | Dag              | Maand           | Jaar  | Onderwerp | Taal Aanhef, slot |
| ------------------------- | ------------ | --- | --------------------------------------------------------------- | -------------------------------------------------------------------------- | ---------------- | --------------- | ----- | --- | --- |
| 01 I                      | 01 I         | Oldenburg, Henry                                                                                             | Spinoza, Benedictus de                                          | Londen                                                                     | 16/26            | 08              | 1661  | God, uitgebreidheid | Latijn, "Clarissime Domine, Amice colende", "Tuus omni affectu, & studio"                                                                        |
| 02 II                     | 02 II        | Spinoza | Oldenburg                                                       | -                                                                          | -                | 09?             | 1661? | Antwoord op vorige brief. Attributen (eigenschappen) van God, Ethica deel 1 axioma's, stelling 1-4, fouten van Descartes en Francis Bacon (1561-1626) | Latijn, "Vir clarissime" |
| 03 III                    | 03 III       | Oldenburg | Spinoza                                                         | Londen                                                                     | 27               | 09              | 1661  | Bestaan van God, Ethica deel 1 axioma's, belooft boek van Robert Boyle te sturen | Latijn, "Vir praestantissime, & Amicissime", "Tibi Addictissimum"                                                                                |
| 04 IV                     | 04 IV        | Spinoza | Oldenburg                                                       | -                                                                          | -                | 10?             | 1661? | Antwoord op vorige brief. Kort antwoord op vragen, gaat naar Amsterdam | Latijn, "Vir Clarissime" |
| 05 V                      | 05 V         | Oldenburg | Spinoza                                                         | Londen                                                                     | 11/21            | 10              | 1661  | Stuurt het boek van Robert Boyle De Nitro, Fluiditate, & Firmitate en ?? | Latijn, "Amice plurimùm colende", "Tibi addictissimus"                                                                                           |
| 06 VI                     | 06 VI        | Spinoza | Oldenburg                                                       | -                                                                          | -                | -               | 1661? | Antwoord op vorige brief. Dank voor en commentaar op het boek van Robert Boyle De Nitro, Fluiditate, & Firmitate, met elf? tekeningen. | Latijn, "Vir clarissime", "Tui Studiosissimum, & Amicissimum"                                                                                    |
| 07 VII                    | 07 VII       | Oldenburg | Spinoza                                                         | -                                                                          | -                | -               | -     | Boyle bedankt Spinoza via Oldenburg voor het commentaar. B. had geen tijd om zelf te antwoorden en moest zich verdedigen tegen aanvallen op zijn boeken over druk en uitzetting van gassen. De Royal Society is opgericht. Oldenburg roept Spinoza op om te publiceren in zijn vrije Republiek (der zeven provinciën). | Latijn, "Ante septimanas sat multas", "Tui Studiosissimum, & Amicissimum"                                                                        |
| 08 VIII                   | 26 XXVI      | Vries, Simon Joosten de                                                                                      | Spinoza, Rijnsburg                                              | Amsterdam                                                                  | 24               | 02              | 1664  | Bespreekt met een groep Spinoza's werk. Stelt twee vragen over de natuur in de Ethica en de mening van anderen. Noemt Casearius, Borelli, Tacquet en Clavius. Vraagt naar Ethica deel 1 stelling 8 opmerking 3 en stelling 19 opmerking 2                                                                              | Latijn, "Amice Integerrime", "Tibi Addictissimus"                                                                                                |
| 09 IX                     | 27 XXVII     | Spinoza | Vries, de                                                       | -                                                                          | -                | -               | 1663  | Antwoord op de vorige brief. Onderscheidt verschillende soorten definities en verduidelijkt zijn mening. "Van de Natuur der Bepaling / Definitio /, en gemene Kundigheit / Axioma /" | Latijn, "Amice colende", twee versies |
| 10 X                      | 28 XXVIII    | Spinoza | Vries, de                                                       | Rijnsburg                                                                  |                  |                 | 1663? | Antwoord over bewijzen en eeuwigheid. | Latijn, "Amice colende", "&c." |
| 11 XI                     | 08 VIII      | Oldenburg | Spinoza                                                         | Londen                                                                     | 03               | 04              | 1663  | Antwoord op brief Gebhardt nummer 6. | Latijn, "Praestantissime Vir, Amice Charissime", "Vir Optime, tuus ex asse"                                                                      |
| 12 XII                    | 29 XXIX      | Spinoza | Meijer, Lodewijk                                                | Rijnsburg                                                                  | 20               | 04              | 1663  | Oneindigheid, "Van de Natuur van ’t Onëindig", twee versies? | Latijn, "Amice singularis", "Vale, meique memor vive, qui sum, &c."                                                                              |
| 12 bis XII bis            | -            | Meijer, Lodewijk. "Amyn heer Myn her Lodovijk Myer Doctor in de medeceyn, L. A. M. tot Amsterdam per cuvert" | Spinoza                                                         | Voorburg                                                                   | 26               | 07              | 1663  | | Latijn, "Amice Suavissime", "tibi addictissimus"                                                                                                 |
| 13 XIII                   | 09 IX        | Spinoza | Oldenburg                                                       | -                                                                          | 17/27            | 07              | 1663  | Antwoord op brief Gebhardt nummer 11 XI | Latijn, "Vir Nobilissime" |
| 14 XIV                    | 10 X         | Oldenburg | Spinoza                                                         | Londen                                                                     | 31               | 07              | 1663  | Met tekening. | Latijn, "Clarissime Vir, Amice plurimùm colende", "Tui Studiosissimum, & Amicissimum"                                                            |
| 15 XV                     | -            | Spinoza | Meijer, Lodewijk (Ludovius Majerus)                             | Voorburg                                                                   | 03               | 08              | 1663  | | Latijn, "Amice Suavissime", "Omni studio tuum"                                                                                                   |
| 16 XVI                    | 11 XI        | Oldenburg | Spinoza                                                         | Londen                                                                     | 04               | 08              | 1663  | | Latijn, "Praestantissime Vir, & Amice Colendissime", "Tui Studiosissimum"                                                                        |
| 17 XVII                   | 30 XXX       | Spinoza | Balling, Pieter                                                 | Voorburg                                                                   | 20               | 07              | 1664  | | Nederlands, vertaald in het Latijn, "Dilecte Amice", "&c."                                                                                       |
| 18 XVIII                  | 31 XXXI      | Blijenbergh, Willem van                                                                                      | Spinoza                                                         | Dordrecht                                                                  | 12               | 12              | 1664  | | Nederlands, "Mijn Heer en onbekende Vrient", "U E . Dienstwillige Dienaer"                                                                       |
| 19 XIX                    | 32 XXXII     | Spinoza | Blijenbergh                                                     | "Op de Lange bogart" [buiten Schiedam], adres "Daniël Tydeman de schilder" | 05               | 01              | 1665  | | Nederlands, "Myn Heer, en seer aangename vrient", "U.E. toegeneege Vrient En Dienar "                                                            |
| 20 XX                     | 33 XXXIII    | Blijenbergh                                                                                                  | Spinoza                                                         | Dordrecht                                                                  | 16               | 01              | 1665  | Antwoord op de vorige brief. | Nederlands, "Mijn Heer en waarde Vrient", "Myn Heer VEDWDr"                                                                                      |
| 21 XXI                    | 34 XXXIV     | Spinoza | Blijenbergh                                                     | -                                                                          | -                | -               | 1665  | | Latijn (geen Nederlands?), "Mi Domine, & Amice",                                                                                                 |
| 22 XXII                   | 35 XXXV      | Blijenbergh, pontgaarder                                                                                     | Spinoza                                                         | Dordrecht by de groote kerck                                               | 19               | 02              | 1665  | Antwoord op brief Gebhardt nummer 21 | Nederlands, "Mijn Heer en waarde Vrient", "UE DWD"                                                                                               |
| 23 XXIII                  | 36 XXXVI     | Spinoza | Blijenbergh                                                     | Voorburg                                                                   | 13               | 03              | 1665  | | Nederlands, "Mijnheer en Vrient", "U. E. V. E. D."                                                                                               |
| 24 XXIV                   | 37 XXXVII    | Blijenbergh                                                                                                  | Spinoza                                                         | Dordrecht                                                                  | 27               | 03              | 1665  | Antwoord op 23 | Nederlands, "Mijn heer en vrient", "UEDWD" |
| 25 XXV                    | 12 XII       | Oldenburg | Spinoza                                                         | Londen                                                                     | 28               | 04              | 1665  | | Latijn, "Vir Clarissime, mihique Amicissime", "Tui Studiosissimus, & Amantissimus"                                                               |
| 26 XXVI                   | 13 XIII      | Spinoza | Oldenburg                                                       | -                                                                          | -                | -               | -     | Robert Boyle, Saturnus, eind ontbreekt? | Latijn, "Amice integerrime" |
| 27 XXVII                  | 38 XXXVIII   | Spinoza | Blijenbergh                                                     | Voorburg                                                                   | 03               | 06              | 1665  | Antwoord op 24 | Nederlands, "Myn heer en vrient" |
| 28 XXVIII                 | -            | Spinoza | Bouwmeester, I. B.                                              | -                                                                          | -                | -               | -     | | Latijn, "Amice Singularis" |
| 29 XXIX                   | -            | Oldenburg | Spinoza "baggyne-straet", Den Haag                              | -                                                                          | -                | -               | -     | | Latijn, "Vir Praestantissê, colendissê Amice", "Tui studiosissimû"                                                                               |
| 30 XXX                    | -            | Spinoza | Oldenburg                                                       | -                                                                          | -                | -               | -     | Fragment | Latijn, "..Gaudeo, philosophos vestrates vivere", "& dubito, an ex illa ritè explicari possint..."                                               |
| 30 bis XXX bis            | -            | Spinoza | Oldenburg                                                       | -                                                                          | -                | -               | -     | Fragment, boek Kircher bij Huygens gezien..., slingeruurwerk van Huygens | Latijn, "Kircheri Mundum Subterraneum apud Dn. Hugenium vidi..", "judico autem, in regula motus, Cartesio sexta, eum et Cartesium plane errare." |
| 31 XXXI                   | 14 XIV       | Oldenburg | Spinoza                                                         | Londen                                                                     | 12               | 10              | 1665  | | Latijn, "Vir praestantissime, Amice colende", "Tui Studiosissimi"                                                                                |
| 32 XXXII                  | 15 XV        | Spinoza | Oldenburg, Pall Mall, St. James field                           | Voorburg                                                                   | 20               | 11              | 1665  | Antwoord op 31. Samenhang van de natuur, Christiaan Huygens | Latijn, "Vir Nobilissime", twee versies |
| 33 XXXIII                 | 16 XVI       | Oldenburg | Spinoza                                                         | Londen                                                                     | 08               | 12              | 1665  | "d’ Antwoort op deze brief word gemist." | Latijn, "Vir Praestantissime, Amice plurimùm colende", "Tui Studiosissimum"                                                                      |
| 34 XXXIV                  | 39 XXXIX     | Spinoza | Hudde, Johannes                                                 | Voorburg                                                                   | 07               | 01              | 1666  | God | in het Latijn veertaald, "Amplissime Vir" |
| 35 XXXV                   | 40 XL        | Spinoza | Hudde                                                           | Voorburg                                                                   | 10               | 04              | 1666  | God | In het Latijn vertaald, "Amplissime Vir" |
| 36 XXXVI                  | 41 XLI       | Spinoza | Hudde                                                           | -                                                                          | -                | 05?             | 1666  | God, optica formule, tekening | In het Latijn vertaald, "Amplissime Vir" |
| 37 XXXVII                 | 42 XLII      | Spinoza | Bouwmeester, I. B.                                              | Voorburg                                                                   | 10               | 06              | 1666  | De beste methode om kennis te verwerven. (?) Twee versies B. de Spinosa Grieks: chairein | Latijn, "Doctissime Vir, Amice singularis", "Vale et ama, qui te animitus diligit" "Bened. de Spinosa."                                          |
| 38 XXXVIII                | 43 XLIII     | Spinoza | Meer, van der Johannes                                          | Voorburg                                                                   | 01               | 10              | 1666  | | Nederlands, "Myn Heer" |
| 39 XXXIX                  | 44 XLIV      | Spinoza | Jelles, Jarig                                                   | Voorburg                                                                   | 03               | 03              | 1667  | Optica lichtbreking meet tekening | Nederlands, "Waarde Vrient" |
| 40 XL                     | 45 XLV       | Spinoza | Jelles, Jarig                                                   | Voorburg                                                                   | 25               | 03              | 1667  | Optica, teleskoop, tekening met lenzen en oog | Nederlands, "Waarde Vrient" |
| 41 XLI                    | 46 XLVI      | Spinoza | Jelles, Jarig                                                   | Voorburg                                                                   | 05               | 09              | 1669  | Proef met water in houten buizen, "geen slingeruurwerk by de hant" | Nederlands, "Myn Heer" |
| 42 XLII                   | 48 XLVIII    | van Velthuizen, Lambert                                                                                      | Ostens, Jacob                                                   | Utrecht                                                                    | 24 OS            | 01              | 1671  | Aantekening Spinoza: "Hy zegt dit t’ onrecht: want ik heb uitdrukkelijk getoont dat de wonderdaden geen kennis van God geven; maar dat de zelfde veel beeter uit de vaste ordening der natuur word gehaalt." | Latijn, "Doctissime Vir" |
| 43 XLIII                  | 49 XLIX      | Spinoza | Ostens, Jacob                                                   | -                                                                          | -                | -               | -     | (Twee versies) | Latijn, "Doctissime Vir" |
| 44 XLIV                   | 47 XLVII     | Spinoza | Jelles, Jarig                                                   | ’s Gravenhage                                                              | 17               | 02              | 1671  | Druk mijn "Godgeleerde Staatkundige Verhandeling in de Nederlantsche taal" niet af. | Nederlands, "Waarde Vrient" |
| 45 XLV                    | 51 LI        | Leibniz | Spinoza "à Amsterdam"                                           | Frankfurt                                                                  | 05 NS            | 10              | 1671  | | Latijn, "Illustris et Amplme Vir" |
| 46 XLVI                   | 52 LII       | Spinoza | Leibniz                                                         | Den Haag                                                                   | 09               | 11              | 1671  | Antwoord op brief nummer Gebhardt 45, twee versies, "Afgegaan den 8ste December 1671" | Latijn, "Nobilissime Vir" |
| 47 XLVII                  | 53 LIII      | Fabritius, J.L.                                                                                              | Spinoza                                                         | Heidelberg                                                                 | 16               | 02              | 1673  | | Latijn, "Celeberrime Vir" |
| 48 XLVIII                 | 54 LIV       | Spinoza | Fabritius, J.L.                                                 | Den Haag                                                                   | 30               | 03              | 1673  | Antwoord op brief Gebhardt nummer 47 | Latijn, "Amplissime Vir" |
| 48 bis (1) XLVIII bis (1) | ?            | Jelles, Jarig                                                                                                | Spinoza                                                         | (Amsterdam)                                                                | -                | -               | 1673  | "Belijdenisse des algemeenen en christelijken geloofs" | Nederlands, "Eerwaarde Vriendt", "UE. toegenegen Vriend"                                                                                         |
| 48 bis (2) XLVIII bis (2) | ?            | Spinoza | Jelles, Jarig                                                   | (Amsterdam)                                                                | -                | -               | 1673  | "Ik heb met vermaak U E. Schriften <ad me missa> overgelezen..", Duits? | Nederlands, Duits? |
| 49 XLIX                   | -            | Spinoza | Graevius, Johannes Georgius te Utrecht                          | Den Haag                                                                   | 16               | 12              | 1673  | "(Hagse nacht post.)" | Latijn, "Vir Clarissime", "Omni affectu atque studio Tuus", "Benedictus despinoza"                                                               |
| 50 L                      | 50 L         | Spinoza | Jelles, Jarig                                                   | ’s Gravenhage                                                              | 02               | 06 (Latijn)     | 1674  | Verschil tussen Thomas Hobbes en Spinoza over politiek en God. "Ik overwog al lachende by my zelf, hoe d’ onweetenden deurgaans de stoutsten en vaerdigsten in ’t schrijven zijn." Twee versies, in het Latijn: Den Haag 2 juni 1674 en in het Nederlands: 2 mei 1671                                                  | Latijn, "Humanissime Vir, "Vale" |
| 50 L                      | 50 L         | Spinoza | Jelles, Jarig                                                   | ’s Gravenhage                                                              | 02               | 05 (Nederlands) | 1671  | Verschil tussen Thomas Hobbes en Spinoza over politiek en God. "Ik overwog al lachende by my zelf, hoe d’ onweetenden deurgaans de stoutsten en vaerdigsten in ’t schrijven zijn." Twee versies, in het Latijn: Den Haag 2 juni 1674 en in het Nederlands: 2 mei 1671                                                  | Nederlands, "Waarde Vrient", "Vaar wel" |
| 51 LI                     | 55 LV        | Boxel, Hugo                                                                                                  | Spinoza                                                         | -                                                                          | 14               | 09              | 1674  | Spoken | Vertaald in het Latijn, "Clarissime Vir", "Vale"                                                                                                 |
| 52 LII                    | 56 LVI       | Spinoza | Boxel, Hugo                                                     | -                                                                          | -                | -               | -     | Antwoord op brief Gebhardt nummer 51 "nachtspoken, grillen en inbeeldingen".."een ongerijmde zaak..." | Nederlands, "Myn Heer" |
| 53 LIII                   | 57 LVII      | Boxel, Hugo                                                                                                  | Spinoza                                                         | -                                                                          | 21               | 09              | 1674  | | Nederlands, "Ik verwachte geen ander antwoord..", "en zonder schaamte tegen te spreeken &c."                                                     |
| 54 LIV                    | 58 LVIII     | Spinoza | Boxel, Hugo                                                     | -                                                                          | -                | -               | -     | Antwoord op brief Gebhardt nummer 53 | Vertaald in het Latijn, "Amplissime Vir" |
| 55 LV                     | 59 LIX       | Boxel, Hugo                                                                                                  | Spinoza                                                         | -                                                                          | -                | -               | -     | Antwoord op brief Gebhardt nummer 54 | Vertaald in het Latijn, "Acutissime Vir" |
| 56 LVI                    | 60 LX        | Spinoza | Spinoza                                                         | -                                                                          | -                | -               | -     | Antwoord op brief Gebhardt nummer 55 | Vertaald in het Latijn, "Amplissime Vir" |
| 57 LVII                   | 61 LXI       | Tschirnhaus, Ehrenfr. Walth. von                                                                             | Spinoza                                                         | -                                                                          | 08               | 10              | 1674  | Verschil tussen Descartes en Spinoza over de vrije wil. | Latijn, "Praestantissime Vir", "Vw Toegenegenste"                                                                                                |
| 58 LVIII                  | 62 LXII      | Spinoza | Schuller, G.H.                                                  | -                                                                          | -                | 10?             | 1674? | Antwoord op vorige brief (?). Vrijheid | Latijn, "Expertissime Domine" |
| 59 LIX                    | 63 LXIII     | Tschirnhaus                                                                                                  | Spinoza                                                         | -                                                                          | 05               | 01              | 1675  | Roept Spinoza op om boeken over Verbetering van het verstand en Ethica uit te brengen, de definitie van beweging en het verschil tussen ware en adequate ideeën. (commentaar: Tractatus de Intellectus Emendatione?)                                                                                                   | Latijn, "Praestantissime Vir", "Vale" |
| 60 LX                     | 64 LXIV      | Spinoza | Tschirnhaus                                                     | -                                                                          | -                | 01?             | 1675? | Antwoord op vorige brief. Verschil tussen ware en adequate ideeën, alleen uiterlijk (?). Kort over andere zaken. | Latijn, "Nobilissime Vir" |
| 61 LXI                    | 17 XVII      | Oldenburg | Spinoza                                                         | Londen                                                                     | 08               | 06              | 1675  | | Latijn, "Nolui dimittere commodam hanc occasionem"                                                                                               |
| 62 LXII                   | 18 XVI       | Oldenburg | Spinoza                                                         | Londen                                                                     | 22               | 07              | 1675  | | Latijn, "Commercio Nostro literario", "Tui Studiosissimo"                                                                                        |
| 63 LXIII                  | 65 LXV       | Schuller, G.H.                                                                                               | Spinoza                                                         | Amsterdam                                                                  | 25               | 07              | 1675  | Stelt vier vragen over de attributen (eigenschappen) van God. | Latijn, "Vir Nobilissime ac Praestantissime", "Servum paratissimum" (Twee versies)                                                               |
| 64 LXIV                   | 66 LXVI      | Spinoza | Schuller                                                        | Den Haag                                                                   | 29               | 07              | 1675  | Antwoord op brief Gebhardt nummer 63, dat de eerste drie geprezen boeken van de Ethica in handen van een vriend moeten komen. (?) | Latijn, "Expertissime Vir", "ale, &c." |
| 65 LXV                    | 67 LXVII     | Tschirnhaus                                                                                                  | Spinoza                                                         | Londen                                                                     | 12               | 08              | 1675  | Vraagt of er twee of meer attributen (eigenschappen) van God bestaan. [commentaar: behalve uitgebreidheid (massa) en denken?] | Latijn, "Vir Clarissime" |
| 66 LXVI                   | 68 LXVIII    | Spinoza | Tschirnhaus                                                     | Den Haag                                                                   | 18               | 08              | 1675  | Antwoord op brief Gebhardt nummer 65. Verwijst naar Ethica deel 1 stelling 10 en Ethica deel 2 stelling 7 Scholium [Opmerking]. | Latijn, "Nobilissime Vir" |
| 67 LXVII                  | 73 LXXIII    | Burgh, Albertus                                                                                              | Spinoza                                                         | Florence                                                                   | 08 (3 nonae (5)) | 09              | 1675  | | Latijn, "Promisi tibi scribere", "Amen." |
| 67 bis LXVII bis          | ?            | Steno, Nicolaus                                                                                              | Spinoza?                                                        | -                                                                          | -                | -               | -     | | Latijn, "In Libro, cuius te auctorem", "Vale" |
| 68 LXVIII                 | 19 XIX       | Spinoza | Oldenburg                                                       | -                                                                          | -                | -               | -     | Antwoord op brief Gebhardt nummer 62. | Latijn, "Nobilissime, & Clarissime Domine", "Vale"                                                                                               |
| 69 LXIX                   | ?            | Spinoza | Van Velthuysen, Utrecht (port)                                  | -                                                                          | -                | -               | -     | | Latijn, "Praestàntissime clarissimeque De", "Tui observantissimum"                                                                               |
| 70 LXX                    | -            | Schuller | Spinoza                                                         | Amsterdam                                                                  | 14               | 11              | 1675  | | Latijn, "Doctissime ac Praestantissime Domine", "servum Tibi paratissimum"                                                                       |
| 71 LXXI                   | 20 XX        | Oldenburg | Spinoza                                                         | "Dab."                                                                     | 15               | 11              | 1675  | | Latijn, "Quantum video", "Vale" |
| 72 LXXII                  | -            | Spinoza | Schuller "in de kortsteegh in de gestofeerde hoet t' Amsterdam" | Den Haag                                                                   | 18               | 11              | 1675  | | Latijn, "Expertissime De. amice plurimum colende", "Tibi amicissimum et Servum Paratissimum"                                                     |
| 73 LXXIII                 | -            | Spinoza | Oldenburg                                                       | -                                                                          | -                | -               | -     | Antwoord op vorige brief. Twee versies. | Latijn, "Nobilissime Domine", "Vale" |
| 74 LXXIV                  | 22 XXII      | Oldenburg | Spinoza                                                         | "Dab." Londen                                                              | 16               | 12              | 1675  | Antwoord op de vorige brief. | Latijn, "Quandoquidem accusare" |
| 75 LXXV                   | 23 XXIII     | Spinoza | Oldenburg                                                       | -                                                                          | -                | -               | -     | Antwoord op de vorige brief. Twee versies. | "Nobilissime Domine" |
| 76 LXXVI                  | 74 LXXIV     | Spinoza | Burgh, Albert                                                   | -                                                                          | -                | -               | -     | Antwoord op brief Gebhardt nummer 67. Twee versies. | Latijn, "Quod, ab aliis mihi relatum", "Vale" |
| 77 LXXVII                 | 24 XXIV      | Oldenburg (Grieks: "eu prattein")                                                                            | Spinoza                                                         | Londen                                                                     | 14               | 01              | 1675  | | Latijn, "Rem acu tetigisti", "Vale & me amare perge"                                                                                             |
| 78 LXXVIII                | 25 XXV       | Spinoza | Oldenburg                                                       | -                                                                          | -                | -               | -     | Antwoord op vorige brief. Twee versies. | Latijn, "Nobilissime Domine" |
| 79 LXXIX                  | -            | Oldenburg | Spinoza                                                         | Londen                                                                     | 11               | 02              | 1676  | | Latijn, "In novissimis tuis 7 febr" |
| 80 LXXX                   | 69 LXIX      | Tschirnhaus                                                                                                  | Spinoza                                                         | -                                                                          | 02               | 05              | 1676  | Vraagt hoe de brieven over het oneindige (Brief 29) begrepen moet worden. | Latijn, "Vir Clarissime", Nederlands: aantekening                                                                                                |
| 81 LXXXI                  | 70 LXX       | Spinoza | Tschirnhaus                                                     | Den Haag                                                                   | 05               | 05              | 1676  | Legt zijn standpunt over de oneindigheid uit. Noemt Descartes. | Latijn, "Nobilissime Vir", "Vale &c." |
| 82 LXXXII                 | 71 LXXI      | Tschirnhaus                                                                                                  | Spinoza                                                         | Parijs                                                                     | 23               | 06              | 1676  | Vraagt hoe volgens Spinoza de verscheidenheid van de dingen a priori uit de uitgebreidheid afgeleid kan worden. | Latijn, "Doctissime Vir" |
| 83 LXXXIII                | 21 XXI       | Tschirnhaus                                                                                                  | Spinoza                                                         | Den Haag                                                                   | 15               | 07              | 1676  | Antwoord op vorige brief. | Latijn, "Nobilissime Vir", "Hisce vale, Nobilissime Vir, & amare perge, &c."                                                                     |
| 83 LXXXII                 | 72 LXXII     | Spinoza | Tschirnhaus                                                     | Den Haag                                                                   | 15               | 07              | 1676  | Antwoord op de vorige brief. Spinoza legt dit uit. | Latijn, "Nobilissime Vir", "Hisce vale, Nobilissime Vir, & amare perge, &c."                                                                     |
| 84 LXXXIV                 | geen nummer  | Spinoza | "Ad amicum" (aan een vriend)                                    | -                                                                          | -                | -               | -     | Over Spinoza's Tractatus politicus | Latijn, "Amice dilecte", "Hisce vale, &c." |